# 陳立 (西漢)
陈立（?—?），蜀郡临邛县（今四川省邛崃县）人，中国西汉官员。

## 生平
汉成帝时陈立历任连然县长、不韦县令，转任迁金城郡司马。河平二年（前27年），夜郎王兴与鉤町王禹、漏卧侯俞，举兵相攻，汉朝派太中大夫张匡持节调解，兴等不听，调处失败。王凤推荐他为牂柯郡太守，到达牂柯，谕告夜郎王兴，兴仍不从命。陈立于是率军吏士至夜郎国，召兴到且同亭，将他诛杀。斩首示众，其他诸夷首领都释兵投降。夜郎王兴的妻父翁指与夜郎王兴的儿子邪务聚二十二邑反汉，也被陈立平定。陈立平定西南夷，征召入京师。后来巴郡有盗贼，陈立转任巴郡太守。后来改为天水郡太守，劝民农桑。
入朝为左曹卫将军、护军都尉，在官任上去世。